# Træbregne-ordenen
Træbregne-ordenen (Cyatheales) er udbredt i tropiske og subtropiske egne med hovedvægten i de fugtige skove i Australien og Malaysia, på New Zealand, Lord Howe Island og på andre øer. Nogle få slægter når længere væk, som f.eks. Culcita fra Sydeuropa. Disse arter formerer sig ved sporer ligesom alle andre bregner. Sporerne dannes i sporehuse på undersiden af bladene. Disse blade er ofte meget store og flerdobbelt finnede, men enkelte arter har helt udelte blade. Bladene udfoldes fra spiralrullede ungskud.
Iflg ITIS bør familier i denne orden dog tilskrives Engelsød-ordenen (Polypodiales).
| Familier |

- Cibotiaceae
- Dicksoniaceae
- Træbregne-familien (Cyatheaceae)

- Træbregner
- Bregne på New Zealand
- Dicksonia antarctica i Nunniong, Australien
- Cibotium glaucum (Hapu'u pulu) Hawaii
- Træbregner i Blendy's Garden, Madeira